# Youssouf Ahamadi
Youssouf Ahamadi est un footballeur international comorien né le 27 juillet 1982 à Sada à Mayotte.  Il évolue au poste de milieu offensif avec l'ASM Belfort en National. Il joue actuellement avant-centre à l'AS Plussulien.

## Biographie
En 2020,un an après avoir raccroché ses crampons, Youssouf Ahamadi déménage à Plémet puis à Saint-Mayeux dans les Côtes-d'Armor et reprend du service au sein de l'effectif de l'AS Plussulien, modeste club de Division 2 de district.

## Palmarès
Il est champion du Groupe B de CFA en 2009 et 2011 avec le Besançon RC puis en 2015 avec l'ASM Belfort.